# Adansonia grandidieri
Грандидијеов баобаб (лат. Adansonia grandidieri) највећа је и најпознатија од шест врста баобаба које су ендемске за Мадагаскар. Ова врста је светски позната по својим масивним, цилиндричним стаблима и карактеристичној крошњи, и представља један од најпрепознатљивијих симбола Мадагаскара. Међународна унија за заштиту природе (IUCN) класификује је као угрожену врсту.
Име је добила у част француског ботаничара и истраживача, Алфреда Грандидијеа (1836–1921), који је интензивно проучавао флору и фауну Мадагаскара.

## Опис
Грандидијеов баобаб је импозантно листопадно дрво које се истиче својим јединственим изгледом.
- Стабло: Стабло је масивно, цилиндрично и глатко, црвенкасто-сиве боје. Може достићи висину од 25 до 30 метара.[3] Стабло служи као резервоар воде, што омогућава дрвету да преживи дуге сушне периоде.
- Крошња: Крошња је релативно мала и равна у односу на величину стабла, сачињена од снажних, хоризонталних грана. Дрво је без лишћа током већег дела сушне сезоне, и тада његове гране подсећају на корење, због чега се баобаби често називају "наопако дрвеће".
- Листови: Листови су сложени, прстасти, састављени од 5 до 11 лиски. Појављују се током кишне сезоне.
- Цветови: Цветови су велики, бели и мирисни, са тамнобраон прашницима. Отварају се у сумрак и трају само једну ноћ. Опрашивање врше ноћне животиње, пре свега лемури и слепи мишеви.[4]
- Плод: Плод је велики, округлог или јајастог облика, прекривен густим, црвенкасто-браон длачицама. Садржи семе у облику бубрега унутар суве, јестиве пулпе.[3]

## Распрострањеност и станиште
Грандидијеов баобаб је ендемска врста југозападног Мадагаскара. Расте у сувим, листопадним шумама и саванама, на добро дренираном земљишту, од близу нивоа мора до око 400 метара надморске висине. Најпознатија локација где се ова врста може видети у свом природном окружењу је Авенија баобаба (Avenue of the Baobabs) у близини града Мурундаве.

## Употреба
Грандидијеов баобаб има велики значај за локално становништво.
- Плод: Пулпа плода је јестива, богата витамином Ц и често се користи за прављење освежавајућег пића или се једе свежа. Семе је богато уљем које се може користити у кулинарству.
- Кора: Чврста влакна из коре дрвета користе се за израду ужади, конопаца и тканина.
- Стабло: Шупље стабло старијих примерака понекад служи као склониште или резервоар за воду.

## Угроженост и конзервација
Грандидијеов баобаб је класификован као угрожена врста (EN - Endangered) на IUCN Црвеној листи. Главне претње по опстанак ове врсте су:
- Губитак станишта: Крчење шума ради стварања пољопривредног земљишта (посебно за узгој пиринча и кукуруза).
- Прекомерна експлоатација: Неодрживо коришћење плодова и коре.
- Слаба природна регенерација: Смањење броја природних опрашивача и животиња које шире семе, као и уништавање младица од стране стоке, омета природно обнављање популације.

Напори за очување укључују заштиту кључних станишта, као што је Авенија баобаба која је добила статус заштићеног подручја, као и пројекте пошумљавања и едукације локалног становништва.

## Авенија баобаба
Авенија баобаба је назив за део земљаног пута између Мурундаве и Белони Цирибихине, који је окружен импозантним стаблима Грандидијеовог баобаба. Овај пејзаж је постао један од најпознатијих симбола Мадагаскара и популарна туристичка дестинација. Стабла која чине авенију су остаци некадашње густе шуме која је искрчена ради пољопривреде.

## Галерија
- Авенија баобаба, Мадагаскар
- Авенија баобаба, Мадагаскар
- Авенија баобаба, Мадагаскар
- Грандидијеови баобаби